# Vue de Bayonne, prise de l'allée des Boufflers, près de la porte de Mousserole
Vue de Bayonne, prise de l'allée des Boufflers, près de la porte de Mousserole, est une huile sur toile réalisée en 1761 par le peintre français Joseph Vernet. Conservée au musée national de la Marine de Paris, l'œuvre est un dépôt du musée du Louvre depuis 1943.

## Genèse de l'œuvre
C’est l’un des quinze tableaux réalisés pour la série Vues des ports de France, commandée en 1753 par le marquis de Marigny pour le roi Louis XV et exécutée entre 1754 et 1765.
Vernet peint deux vues de Bayonne. Il arrive dans la ville en juillet 1759, rejoint par sa famille trois mois plus tard. La famille réside à Bayonne pendant deux ans avant de s’installer à La Rochelle.

## Description
La scène est représentée au coucher du soleil, depuis la rive gauche de l’Adour. La composition met en valeur l’activité portuaire de Bayonne à cette époque, avec des navires désarmés, en carénage ou en construction. Plusieurs types d’embarcations fluviales sont figurés avec précision : le chaland, la galupe, le chalibardon, le halo, le courau, la tilhole et la pinasse.
Au premier plan à gauche, Vernet peint une scène avec différents personnages illustrant la vie quotidienne près du fleuve.

## Réception
Les deux vues de Bayonne sont exposées au Salon de peinture et de sculpture de 1761. Denis Diderot en fait un commentaire dans le livret du Salon : 

« Les deux Vues de Bayonne que M. Vernet a données cette année sont belles, mais il s’en manque beaucoup qu’elles intéressent et qu’elles attirent autant que ses compositions précédentes. Cela tient au moment du jour qu’il a choisi. La chute du jour a rembruni et obscurci tous les objets. Il y a toujours un grand travail, une grande variété, beaucoup de talent ; mais on dirait volontiers en les regardant : « À demain, lorsque le soleil sera levé. » Il est sûr que M. Vernet n’a pas peint ces deux morceaux à l’heure qu’on choisirait pour les admirer. La grande réputation de l’auteur fait aussi qu’on est plus difficile ; il mérite bien d’être jugé sévèrement »

— Denis Diderot.